# Bebelis obliquata
Bebelis obliquata là một loài bọ cánh cứng trong họ Cerambycidae.